# Obrona zamku
Obrona zamku (ang. Castle Keep) – film wojenny produkcji amerykańskiej w reżyserii Sydneya Pollacka z 1969 roku.

## Fabuła
Akcja rozpoczyna się zimą 1944 roku, kiedy II wojna światowa zbliża się ku końcowi. Siedmiu zmęczonych walką niedobitków z amerykańskiego oddziału, którymi dowodzi jednooki major Abraham Falconer, zostaje zakwaterowanych w Belgii na granicy z Francją, w X-wiecznym zamku należącym do szanowanej rodziny Maldorais. Żołnierze otrzymują do dyspozycji jedną z zamkowych wież. Liczne komnaty zamku wypełniają płótna malarzy, rzeźby, chińska porcelana. Kapitan Lionel Beckman, historyk sztuki, jest zafascynowany zbiorami. Ponieważ zamek jest położony na niemieckiej linii frontu, major uważa to miejsce za odpowiedni punkt strategiczny. Kapitan, jako koneser sztuki, ma jednak zupełnie inny punkt widzenia. Uważa, że żołnierze powinni się wycofać. Gdy dojdzie do zburzenia zamku, zostaną również zniszczone bezcenne dzieła. 
Hrabia Henri Tixier przyjmuje amerykańskich żołnierzy gościnnie. Jest bezdzietny, a bardzo pragnie, by przetrwał ród Maldorais. Starzejący się hrabia dyskretnie zachęca Falconera, by ten nawiązał romans z jego 23-letnią żoną Therese. Próbuje też zdobyć sympatię kapitana Beckmana, zdając sobie sprawę, że tylko on może ocalić zamek. Stacjonujący w zamku żołnierze rozmaicie wypełniają sobie wolny czas. Jedni szukają uciech w pobliskim domu publicznym, z kolei szeregowiec Benjamin pisze powieść o wojnie. Sierżant Rossi zabiega o względy wdowy po piekarzu, która samotnie wychowuje kilkuletniego syna.
Niemcy przystępują do ataku. Ambicje i marzenia żołnierzy tracą znaczenie wobec zasad wojny. Zamek zostaje zburzony.

## Główne role
- Burt Lancaster - major Abraham Falconer
- Patrick O’Neal - kapitan Lionel Beckman
- Jean-Pierre Aumont - hrabia Maldorais
- Peter Falk - sierżant Rossi
- Astrid Heeren - Therese
- Scott Wilson - kapral Clearboy
- Tony Bill - porucznik Amberjack
- Al Freeman Jr. - szeregowy Allistair Piersall Benjamin

## Realizacja
- Zdjęcia do filmu kręcone były w byłej Jugosławii.
- Scenariusz filmu powstał według wydanej w Nowym Jorku w 1965 roku książki Castle Keep Williama Eastlake’a.